# 고노스시
고노스시(일본어: 鴻巣市)는 일본 사이타마현 북동부에 있는 시이다.
에도 시대에 현재의 군마현, 나가노현, 기후현을 경유하여 에도(현 도쿄)와 교토를 잇는 나카센도(中山道)의 역참 마을로 발전해 왔다. 사이타마시 이와쓰키구와 함께 히나 인형(양력 3월 3일 삼짇날에 여자의 성장을 빌어 장식하는 일본의 전통 인형)의 생산지이기도 하다.
2005년 10월 1일에 인접하는 가와사토정(川里町)와 후키아게정(吹上町)을 편입하여 인구가 10만 명을 넘었다.

## 지리
주로 서부에 아라카와강이, 남동부에서 중앙부에 걸쳐 모토아라강이, 북동부에 미누마 용수로가 각각 흐르고 있다. 중앙부는 오미야 대지에 위치하고 고도는 낮은 지점은 10m, 높은 지점은 25m로 고도 차이가 적다.
기후는 태평양 연안 기후이지만, 여름은 구마가야나 마에바시 등의 도시와 함께 간토에서 더운 지역에 속한다. 동쪽은 건조하고 맑은 날이 많다.

## 역사
- 1889년 4월 1일 - 고노스주쿠, 가미오이네즈카촌, 시모이네즈카촌이 합병해 고노스정이 되었다.
- 1954년 7월 1일 - 기타아다치군 고노스정, 미다촌, 다마미야촌, 마무로촌, 기타사이타마군 가사하라촌 등 1정 4촌을 합병하였다.
- 1954년 9월 30일 - 기타아다치군 조코촌을 편입, 시로 승격해 고노스시가 되었다.
- 2005년 10월 1일 - 기타아다치군 후키아게정, 기타사이타마군 가와사토정을 편입하였다.

## 교통

### 철도
- 동일본 여객철도 다카사키선

### 국도
- 국도 17호선

## 인구
| 연도 | 인구    | ±%     |
| ---- | ------- | ------ |
| 1960 | 51,760  | —      |
| 1970 | 66,318  | +28.1% |
| 1980 | 86,854  | +31.0% |
| 1990 | 107,124 | +23.3% |
| 2000 | 120,271 | +12.3% |
| 2010 | 119,629 | −0.5%  |